# Oualid Tarifit
Oualid Tarifit, né le 23 août 1998 à Leiderdorp aux Pays-Bas, est un joueur international néerlandais de futsal.

## Biographie

### En club
Après avoir passé plusieurs saisons en D2 néerlandaise avec l'OACN Boys à Spijkenisse, il s'engage le 7 juin 2022 pour deux saisons à Hovocubo. Le 26 août 2022, il inscrit un but en Supercoupe des Pays-Bas avec le Hovocubo et remporte déjà son premier titre.

### En équipe nationale
Le 20 septembre 2022, il honore sa première sélection avec l'équipe des Pays-Bas face au Kosovo à l'occasion des qualifications de la Coupe du monde 2024 (victoire, 2-1),. Le 11 octobre 2022, il dispute son deuxième match international face à l'Ukraine (défaite, 4-2).